# Rambaud (Saint-Martin)
Pour les articles homonymes, voir Rambaud.
Ne doit pas être confondu avec Rambaud (Hautes-Alpes).
Rambaud est un lieu-dit de la partie française de l’île de Saint-Martin, aux Antilles. Il se situe au nord-nord-est de Marigot, sur la route RN7 qui va au Quartier-d'Orléans via Grand-Case et l'aéroport régional de Grand-Case Espérance.

## Étymologie
Le nom provient du patronyme d'un propriétaire de sucrerie, M. Rambaud.

## Topographie
Sur une épaule adossée à la pente du Pic Paradis, encadré par les ravines de Colombier et la ravine de Rambaud. Borné au nord par le lieu-dit Saint-Louis et à l'est par le lieu-dit La Savane.

## Urbanisation
Depuis 1760 autour de la sucrerie « Garden of Eden », et à partir de 1850 ses ouvriers obtiennent des lots privés. Peu à peu pour se protéger des ouragans et loger leurs familles nombreuses, ils se sont construit de solides et grandes maisons à structure en béton armé.

## Lieux remarquables et particularités
C'est de Rambaud que commence la route à pente raide qui monte au sommet de l'île, le Pic Paradis (alt. : 424 m).